# John Baptist Wang Ruohan
John Baptist Wang Ruohan (ur. 19 maja 1950) – chiński duchowny rzymskokatolicki, biskup Kangdingu.

## Biografia
Pochodzi z prowincji Gansu. 20 lutego 1983 otrzymał święcenia prezbiteriatu i został kapłanem diecezji Tianshui.
Został mianowany biskupem Kangdingu - diecezji obejmującej część Syczuanu oraz Tybet. W listopadzie 1989 potajemnie przyjął sakrę biskupią z rąk biskupa Xianxian Paula Li Zhenronga SI.
W grudniu 1989 został aresztowany, a po zwolnieniu objęty był surowymi restrykcjami dotyczącymi przemieszczania się. Mieszkał w Tianshui. Najprawdopodobniej po aresztowaniu nigdy już faktycznie nie pełnił funkcji biskupa Kangdingu. Po rezygnacji swojego brata Casimira z katedry w Tianshui, był administratorem diecezji w Kościele podziemnym.
Przyjęcie przez niego sakry nie było szerzej znane. Podczas wysłuchania o prześladowaniach religijnych przed Izbą Reprezentantów Stanów Zjednoczonych w 1994 oraz w materiałach prasowych na temat jego aresztowania w 2011 określany był jako ksiądz, a nie biskup.

## Rodzina
Jego braćmi są biskupi Tianshui Casimir Wang Milu i John Wang Ruowang.